# 2481 Бюргі
2481 Бюргі (2481 Bürgi) — астероїд головного поясу, відкритий 18 жовтня 1977 року.
Тіссеранів параметр щодо Юпітера — 3,380.